# Kurt Essen
Kurt Essen (* 17. Mai 1904 in Deutsch-Wartenberg, Kreis Grünberg in Schlesien; † 26. November 1993 in Duisburg) war ein deutscher evangelischer Geistlicher, Mitglied der Bekennenden Kirche und Verfolgter des Naziregimes. Nach 1945 war er Pfarrer in Duisburg und engagierte sich in der Friedensbewegung, von 1952 bis 1968 gehörte er dem Weltfriedensrat an.

## Leben und Wirken
Kurt Walter Eduard Essen war der Sohn des Pfarrers Adolf Essen und ein Bruder des Bevölkerungswissenschaftlers Werner Essen. Er wuchs in Elberfeld auf. Nach der Erlangung seiner Hochschulreife studierte er Evangelische Theologie und wurde anschließend in das Vikariat übernommen. In den Kirchengemeinden Inden, Mülheim/Ruhr-Dümpten und  -Saarn sammelte er seine ersten Erfahrungen als Prediger. Im Jahr 1933 wurde er als Pfarrer in die Pfarrstelle Volpertshausen bei Wetzlar gewählt. Er schloss sich hier der Bekennenden Kirche an und wurde Vertrauensmann. Dabei kam es zu Auseinandersetzungen mit der NSDAP und den ihr hörigen Justizbehörden, die ihn 1939 für vier Wochen in Haft nahmen. Ihm wurde u. a. vorgeworfen, vor dem Konfirmandenunterricht keinen Hitlergruß zu bezeugen. Das Konsistorium von Düsseldorf unternahm nichts, um ihn vor dieser Verfolgung zu schützen. Weiteren Nachstellungen entging er, weil er 1939 zur Wehrmacht eingezogen wurde und Kriegsdienst leisten musste.
Nach der Befreiung vom Nationalsozialismus wurde er 1947 als Pfarrer auf die Pfarrstelle IV der evangelischen Gemeinde von Duisburg gewählt, die zum Stadtteil Neuenkamp gehört, wo er bis zu seiner Pensionierung 1969 tätig war.
Innerhalb seiner Kirche betätigte er sich als Synodaler sowie als Beauftragter für die Frauenhilfe von Duisburg. Als bekennender Christ gehörte er der Kirchlichen Bruderschaft im Rheinland an, die an den Erfahrungen der Kirchenkampfzeit anknüpfte und die Ideen von Gerechtigkeit und Toleranz in der Nachkriegsgesellschaft verbreiten wollte. So wurde Essen ab 1963 Mitbegründer und Vorstandsmitglied der Christlich-Jüdischen Arbeitsgemeinschaft in Duisburg. 
Anknüpfend an die Erklärung der EKD-Synode in Weißensee von 1952 engagierte er sich gegen die Wiederbewaffnung der Bundesrepublik, für das Recht zur Kriegsdienstverweigerung und wurde zu einem Vertreter der Friedensbewegung. 1952 wurde er zweiter Vorsitzender der Arbeitsgemeinschaft für Frieden und gegen deutsche Wiederaufrüstung im Kreisverband Duisburg. Von 1952 bis 1954 nahm er die Wahl zum Präsidiumsmitglied des Deutschen Jugendkongresses an. Weil diese Organisation mit der Freien Deutschen Jugend der DDR in Verbindung gebracht wurde, kam er 1959 vor Gericht, wurde aber freigesprochen. 1956 bereitete er das Zweite westdeutsche Friedenstreffen in Duisburg vor. Außerdem war er Präsidiumsmitglied des Bundesfriedenskomitees. Essen gehörte weiterhin dem Internationalen Versöhnungsbund und der Deutschen Friedensgesellschaft / Vereinigte Kriegsdienstgegner an. Er trat auch als Mitherausgeber der „Mitteilungen. Internationale Stimmen zur friedlichen Lösung der Deutschen Frage“ in Erscheinung.
Anstelle Martin Niemöllers nahm Essen 1952 am Völkerkongress für den Frieden in Wien teil. Dort wurde er in den Weltfriedensrat gewählt, dem er bis 1968 angehörte. In den Folgejahren nahm er an mehreren Friedenskonferenzen im Ausland teil: 1953 in Budapest, 1954 und 1956 in Stockholm, 1955 in Helsinki, 1957 in Tokio, 1958 in Prag und in der DDR. Bei Besuchsreisen in Osteuropa besuchte er in den 1950er Jahren evangelische Gemeinden in der Tschechoslowakei, Volkspolen und der Sowjetunion. An den Tagungen der Christlichen Friedenskonferenz in Prag 1959 und 1960 nahm er aktiv teil.
Kurt Essen setzte sich auch im Ruhestand für die Verbreitung seiner Überzeugungen in der Friedensbewegung ein und verfasste seine Lebenserinnerungen. 
Der Nachlass von Kurt Essen befindet sich seit 1993 bzw. 2002 im Archiv des Konsistoriums seiner Landeskirche.

## Werke
- Bericht des Vertrauensmannes der Bekenntnissynode Wetzlar. In: Protokolle der Kreissynode Wetzlar (1945), S. 16–21 (Signatur S I w 1)
- Zur Geschichte des Kirchenkampfes in Volpertshausen. Eine Ergänzung zu Gustav Biesgen: Elf Jahre Bekennende Kirche des Kirchenkreises Wetzlar. In: Monatshefte für evangelische Kirchengeschichte des Rheinlandes 28 (1979), S. 245–255 (Signatur ZH 73)
- Eine Taube macht noch keinen Frieden. Zur Geschichte der Friedensbewegung in Duisburg nach dem Kriege. Duisburg 1982, 16 S.